# Centrul științific Copernicus

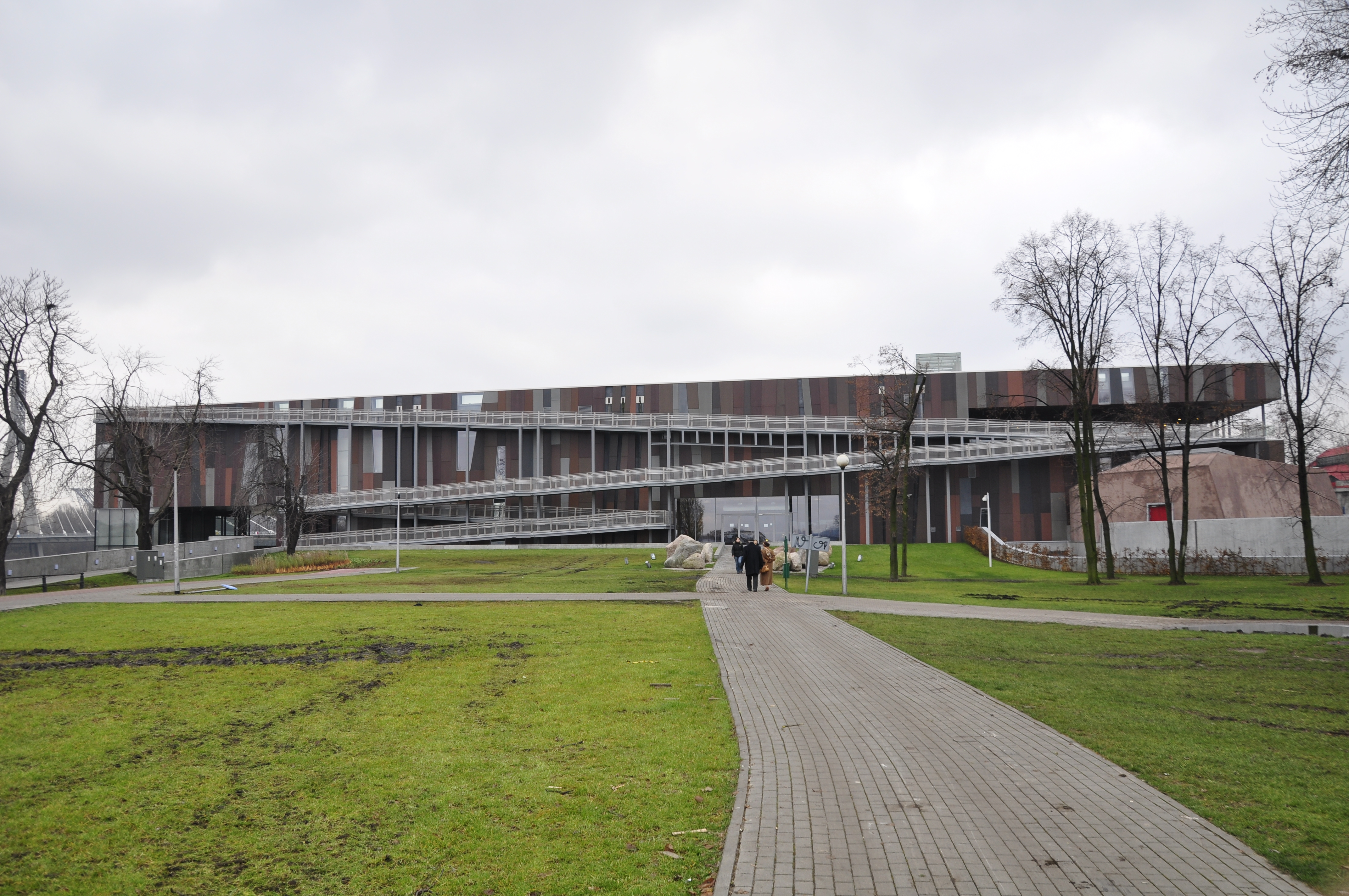
Centrul științific Copernicus

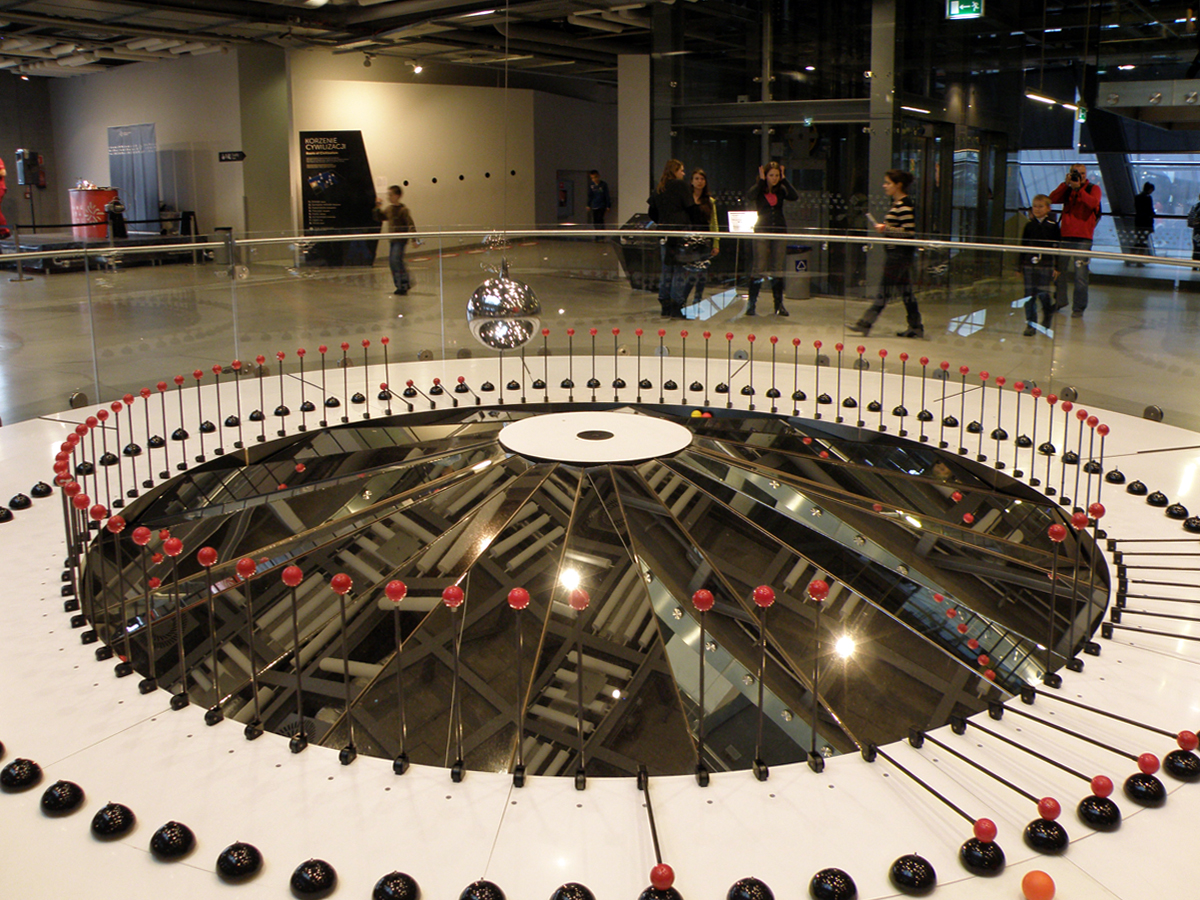
Pendulul lui Foucault

Centrul științific Copernicus din Varșovia este un muzeu științific situat pe malul Vistulei, în centrul capitalei. Centrul științific a fost deschis la 5 noiembrie 2010; un an mai târziu s-a deschis un planetariu ultramodern. Se întinde pe o suprafață de peste 20.000 de metri pătrați și are aproximativ 450 de puncte de atracție.
Obiectivul său este popularizarea științelor prin intermediul demostrațiilor și al experimentelor interactive. Exponatele sunt dedicate atât științelor exacte și științelor umaniste, cât și creațiilor artistice inspirate din știință. Temele expozițiilor permanente de știință sunt: Omul și mediul, Lumea în mișcare, Rădăcinile civilizației, Zona luminii, Bzzz! și RE: Generația. Lângă intrarea la vestibulul principal se află pendulul lui Foucault care demonstrează rotația Pământului. Vizitatorul este purtat prin lumea științei, de la apariția dinozaurilor până la descoperiri epocale care au schimbat destinul omenirii.  
Teritoriul centrului științific este divizat în câteva zone, printre care:
- Planetariu: Cerul lui Copernic
- Galerii: Omul și mediul, Lumea în mișcare, și Zona luminii
- Teatrul roboților ș.a.